# Saripoca-de-coleira
Saripoca-de-coleira (nome científico: Selenidera reinwardtii) é uma espécie de ave pertencente à família Ramphastidae. Pode ser encontrado na floresta amazônica ocidental da América do Sul.

## Subespécies
São reconhecidas duas subespécies:
- Selenidera reinwardtii reinwardtii (Wagler, 1827): Esta subespécie apresenta o bico vermelho e de ponta preta. Ocorre na região amazônica do extremo noroeste do Brasil.
- Selenidera reinwardtii langsdorffii (Wagler, 1827): Esta subespécie apresenta o bico com a metade basal cinza-esverdeado. Ocorre no oeste do Brasil no lado sul do Rio Solimões para leste até Rio Madeira.